# Сара Сгарці
Сара Сгарці (італ. Sara Sgarzi, 27 травня 1986) — італійська синхронна плавчиня.
Учасниця Олімпійських Ігор 2016 року, де в змаганнях груп посіла 5-те місце.